# ホワッツ・ニュー (笠井紀美子のアルバム)
『ホワッツ・ニュー』(What's New) は、日本の女性ジャズ・シンガー笠井紀美子による、「愛の歌」のスタンダード曲を集めた1973年のアルバム。笠井のCBS・ソニーへの移籍後、『サテン・ドール』に続いて発表した2枚目のスタジオ・アルバムである。当時の笠井は、アメリカ合衆国の著名なミュージシャンと共演する録音が多かったが、本作では、日本のジャズ・トリオである菊地雅洋トリオがバックを務めている。
CDの時代に入っても久しくCD化されていなかったが、2007年に「昭和ジャズlegend」シリーズの1枚としてSACDハイブリッドで初めてデジタル化され、2009年にはブルースペックCDが、それぞれ完全生産限定盤としてリリースされた。

## 収録曲
オリジナル盤LPでは、A面に6曲、B面に5曲が収録されていた。
| #   | タイトル                                                   | 作詞・作曲                                                                   | 時間 |
| --- | ---------------------------------------------------------- | ---------------------------------------------------------------------------- | ---- |
| 1.  | 「バット・ノット・フォー・ミー - "But Not for Me"」        | ジョージ・ガーシュウィン、アイラ・ガーシュウィン                             | 2:10 |
| 2.  | 「今日あった人 - "Guess Who I Saw Today"」                 | マレイ・グランド、エリッセ・ボイド (Elisse Boyd)                             | 3:43 |
| 3.  | 「ザット・オールド・フィーリング - "That Old Feeling"」    | サミー・フェイン、ルー・ブラウン                                             | 4:08 |
| 4.  | 「私からは奪えない - "They Can't Take That Away From Me"」 | ジョージ・ガーシュウィン、アイラ・ガーシュウィン                             | 2:47 |
| 5.  | 「ボディ・アンド・ソウル - "Body and Soul"」               | ジョニー・グリーン、エドウィン・ヘイマン、ロバート・サウア、ハンス・エイトン | 5:28 |
| 6.  | 「クローズ・ユア・アイズ - "Close Your Eyes"」             | バーニス・ペトキア                                                           | 2:45 |
| 7.  | 「バット・ビューティフル - "But Beautiful"」               | ジミー・ヴァン・ヒューゼン、ジョニー・バーク                                 | 5:13 |
| 8.  | 「アイ・ソート・アバウト・ユー - "I Thought About You"」   | ジミー・ヴァン・ヒューゼン、ジョニー・マーサー                               | 3:35 |
| 9.  | 「不幸でもいいの - "Glad To Be Unhappy"」                  | リチャード・ロジャース、ローレンツ・ハート                                   | 3:36 |
| 10. | 「ホワッツ・ニュー - "What's New?"」                       | ボブ・ハガート                                                               | 5:29 |
| 11. | 「恋路の果て - "The End Of A Love Affair"」                | エドワード・レディング                                                       | 3:30 |

## パーソネル
- 笠井紀美子 - ボーカル
- 菊地雅洋トリオ
  - 菊地雅洋 - ピアノ
  - 鈴木良雄 - ベース
  - 村上寛 -  ドラムス